# Venturia timocraticae
Venturia timocraticae är en stekelart som först beskrevs av Blanchard 1946.  Venturia timocraticae ingår i släktet Venturia och familjen brokparasitsteklar. Inga underarter finns listade i Catalogue of Life.